# APPBP2
APPBP2‏ (Amyloid beta precursor protein binding protein 2) هوَ بروتين يُشَفر بواسطة جين APPBP2 في الإنسان.